# Plethodon cinereus
Plethodon cinereus är en art av groddjur som först beskrevs av den amerikanska läkaren, kemisten och naturvetaren Jacob Green år 1818.  Arten ingår i släktet Plethodon och familjen lunglösa salamandrar. Den Internationella naturvårdsunionen (IUCN) kategoriserar arten globalt som livskraftig. Inga underarter finns listade i Catalogue of Life.